# Alchemilla stichotricha
Alchemilla stichotricha é uma espécie de rosácea do gênero Alchemilla, pertencente à família Rosaceae.